# Alfredo D'Ippolito
Alfredo D'Ippolito (...) è un attore caratterista italiano.
Nel cinema, a partire dall'inizio degli anni settanta, ha preso parte ad alcuni film di buon successo.
Uno dei ruoli principali lo ottenne nel 1976, nel film Brutti, sporchi e cattivi, in cui interpreta Plinio, figlio di Giacinto Mazzatella, interpretato da Nino Manfredi.

## Filmografia
- I racconti di Viterbury - Le più allegre storie del '300, regia di Mario Caiano (1973)
- Fra' Tazio da Velletri, regia di Romano Scandariato (1973)
- 4 marmittoni alle grandi manovre, regia di Marino Girolami (1974)
- La cognatina, regia di Sergio Bergonzelli (1975)
- Qui comincia l'avventura, regia di Carlo Di Palma (1975)
- Taxi Love, servizio per signora, regia di Sergio Bergonzelli (1976)
- La sposina, regia di Sergio Bergonzelli (1976)
- Il compromesso... erotico, regia di Sergio Bergonzelli (1976)
- Brutti, sporchi e cattivi, regia di Ettore Scola (1976)
- Corri come il vento, Kiko, regia di Sergio Bergonzelli (1983)

## Doppiatori italiani
- Piero Tiberi in Brutti, sporchi e cattivi